# 中美 (政治地理学)

中美在美洲的位置

中美是一个政治地理学中的地理名词，它表示的是美洲的中部地区。它位于北美洲的南半部分，包括墨西哥、中美洲和加勒比地区三部分。按政治地理学角度，它与它北部的北美和南部的南美一起组成了整个美洲。偶尔它也包括南美大陆的哥伦比亚和委内瑞拉，因为它们有很多岛屿位于加勒比海。

中美洲在世界上的位置

## 概述

中美地形图

从自然地理学的角度来看，中美扩越了北起美国南部的南落基山脉，南到哥伦比亚的安第斯山脉北端的地峡地区，是北美洲到南美洲的过渡地区。 据考古表明，该地区虽然属于美洲板块，但本来在海中，在白垩纪早期露出海面，形成了一个呈弓形的复杂的火山系统，由于板块运动不断地由北向南露出，在上新世时它最终形成了大陆桥，其南端（今巴拿马）与南美大陆相连。 另外，政治地理上的中美和北美合在一起则相当于自然地理上的北美洲，这种情况下的中美不包括南美大陆的哥伦比亚和委内瑞拉。
中美在英文中写成，它难得会与中部美洲（英文：或）相混淆。中部美洲在地理上属于中美的一部分，它指的是大约从墨西哥中部延伸到哥斯达黎加北部的一片文化区域。 另外，在英文中，中美地区的居民（例如哥斯达黎加人和尼加拉瓜人）可以被称为中部美洲人（Meso-Americans）或中美洲人(Central Americans)，但不能写为，因为在绝大多数情况下指的是美国中部的特殊选民。

## 中美政区和语言

中美政区图

中美可以分为三个部分，即墨西哥、中美洲和加勒比地区，共包括23个主权独立的国家（包括南美大陆的哥伦比亚和委内瑞拉），此外还有很多仍在美国、英国、法国和荷兰控制下的殖民地（或称属地、海外领地等）。
中美的土著居民是印第安人，但随着地理大发现和欧洲各国的殖民活动，印第安人迅速减少，而欧裔和混血裔的居民如今已占中美人口的绝大多数。世界殖民主义体系崩溃以前，这里曾长期是西班牙、英国、法国和荷兰的殖民地。美国崛起后，乘机将老牌殖民国家的势力从中美驱走，自己则接管了部分殖民地。由于各原宗主国和现宗主国的影响，中美各国和各地区的官方语言都是宗主国的语言，即西班牙的西班牙语（又称卡斯蒂利亚语）、英国和美国的英语、法国的法语和荷兰的荷兰语，其中西班牙语的使用人口占绝大多数，因为这里曾是西班牙殖民帝国的重要组成部分，而且说西班牙语的墨西哥一国人口就有1亿以上，占中美总人口的大多数。按人文地理学来区分，中美属于拉丁美洲的一部分，而其中的西语区则属于伊比利亚美洲和西班牙语美洲（或称西班牙美洲）。同样，中美的英语区属于盎格鲁美洲（或称英语美洲）。

### 墨西哥
- 墨西哥：西班牙语

### 中美洲
- ：英语、西班牙语
- ：西班牙语
- 薩爾瓦多：西班牙语
- ：西班牙语
- ：西班牙语
- 尼加拉瓜：西班牙语
- 巴拿马：西班牙语

### 加勒比地区
- （英国属地）：英语
- 安地卡及巴布達：英语
- 阿鲁巴（荷兰王国组成部分）：荷兰语
- 巴哈马：英语
- ：英语
- 英屬維爾京群島（英国属地）：英语
- 开曼群岛（英国属地）：英语
- 哥伦比亚（部分岛屿在加勒比地区）：西班牙语
- 古巴：西班牙语
- 多米尼克：英语
- 格瑞那達：英语
- （法国海外省）：法语
- ：西班牙语
- 海地：法语
- 牙买加：英语
- （法国海外大区）：法语
- （英国属地）：英语
- （荷兰王国组成部分）：荷兰语
- 圣巴泰勒米（法国属地）：法语
- 圣基茨和尼维斯：英语
- 圣卢西亚：英语
- 波多黎各（美国境外领）：西班牙语、英语
- 委內瑞拉（部分岛屿在加勒比地区）：西班牙语
- 法屬聖馬丁（法国属地）：法语
- ：英语
- 千里達及托巴哥：英语
- （英国属地）：英语
- 美屬維爾京群島（美国领地）：英语

### 引用
1. ↑  中央情报局中美政治地图 （页面存档备份，存于），1994年。（页面存档备份，存于） （页面存档备份，存于） （页面存档备份，存于） 佩里-卡斯塔涅达图书馆地图集() （页面存档备份，存于），德克萨斯州大学奥斯汀分校图书馆在线。
2. ↑  中美 （页面存档备份，存于） 词条，《韦氏大学词典》第11版，2003年  ISBN 0-87779-809-5 纽约梅里厄姆-韦伯斯特公司出版
3. 1 2  中美 （页面存档备份，存于） 词条，《不列颠百科全书》，2006年，芝加哥不列颠百科全书公司出版
4. ↑  彼得·J.科尼，1982年《板块构造在中美和加勒比地区生物地理学上的强大作用》，选自《密苏里州植物园年报》v. 69, pp. 432-443。
5. ↑  《术语表》 （页面存档备份，存于），《往时映像》()第4版，2005年，麦格罗-希尔高等教育出版社。
6. ↑  詹姆斯·W.道，1999年，《中美文化人类学 （页面存档备份，存于）》
7. ↑  词条，《牛津英语伴侣》(The Oxford Companion to the English Language)  ISBN 0-19-214183-X  汤姆·麦克阿瑟编，1992年，纽约牛津大学出版社，第35页。

### 书目
- 中美（页面存档备份，存于） 词条，Dictionary.com（页面存档备份，存于）。
- 北美词条，《 （页面存档备份，存于）》第6版，2001年6月，纽约：哥伦比亚大学出版社。
- 《牛津英语参考词典》第2版（再版），2002年，牛津：牛津大学出版社。ISBN 0-19-860652-4